# 2007
2007 (MMVII) a fost un an obișnuit al calendarului gregorian, care a început într-o zi de luni. A fost al 2007-lea an d.Hr., al 7-lea an din mileniul al III-lea și din secolul al XXI-lea, precum și al 8-lea an din deceniul 2000-2009. A fost desemnat:
- Anul Polar Internațional.[1]
- Anul Internațional Heliofizic.[2]
- Anul European al Oportunităților Egale.[3]
- Anul delfinului, de către Asociația Națiunilor Unite.[4]
- Anul orașelor Sibiu (România) și Luxemburg (Luxemburg), numite Capitale Europene ale Culturii.

## Evenimente

### Ianuarie

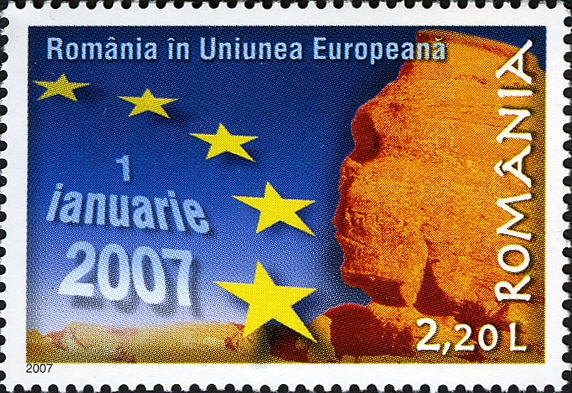
România devine membru al Uniunii Europene.

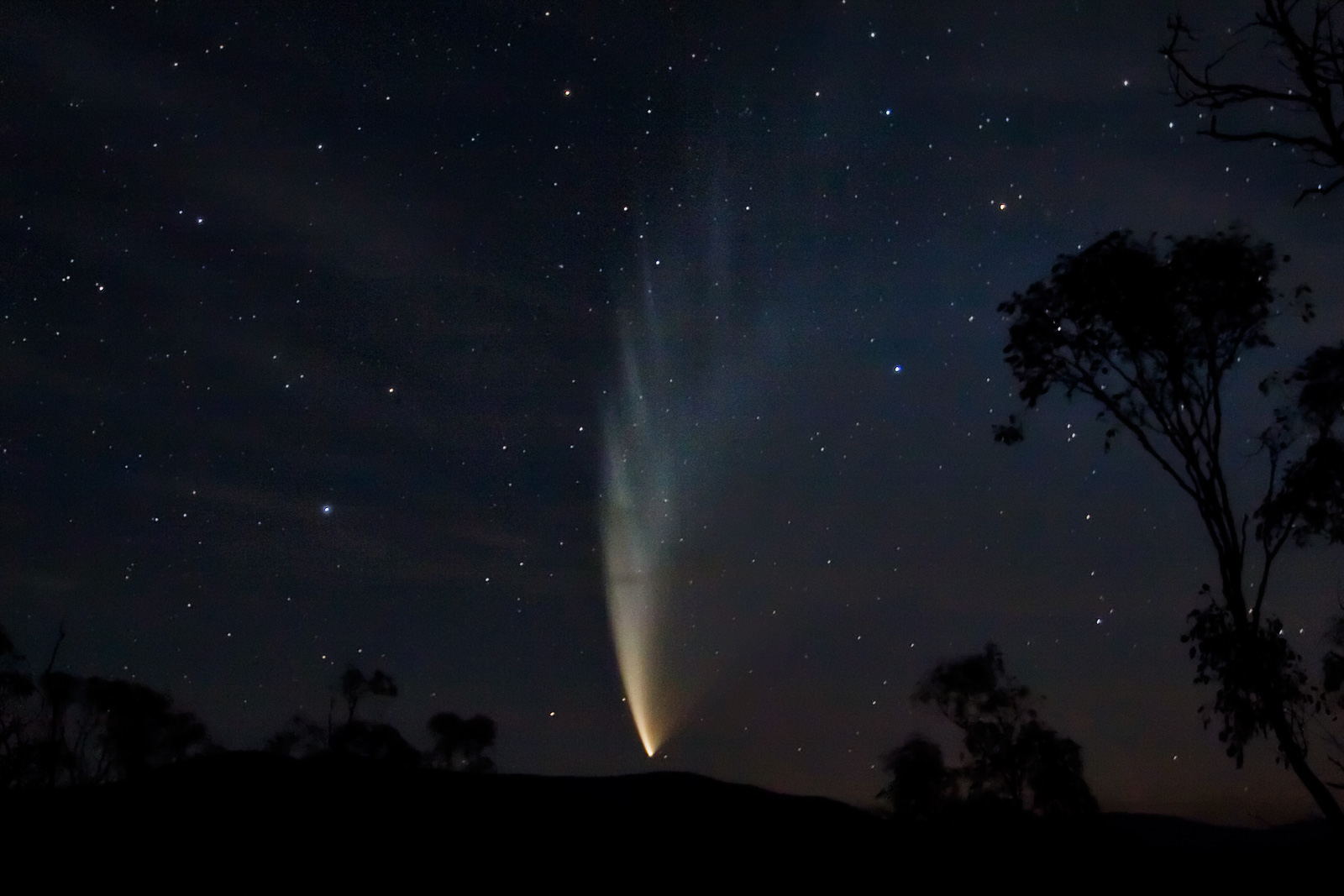
Cometa McNaught ajunge la perhiliu

- 1 ianuarie: România și Bulgaria au devenit membre ale Uniunii Europene.
- 1 ianuarie: Timp de un an, Sibiul împarte împreună cu Luxemburg titlul de capitală europeană a culturii.
- 1 Ianuarie: Sud-coreeanul Ban Ki-moon devine noul Secretar General al Națiunilor Unite, înlocuindu-l pe Kofi Annan.
- 1 ianuarie: Slovenia intră în Zona euro și adoptă moneda euro.
- 1 ianuarie: Fumatul este interzis în toate locurile publice din Hong Kong.
- 1 ianuarie: Angola intră în OPEC.
- 1 ianuarie: Intră în vigoare acordul dintre Rusia și Belarus semnat la 31 decembrie 2006, cu privire la comercializarea gazelor naturale.
- 2 ianuarie: În Gibraltar intră în vigoare noua Constituție.[5]
- 8 ianuarie: Daniel Ortega devine președinte al statului Nicaragua pentru a doua oară.
- 8 ianuarie: Furnizarea petrolului rus către Polonia, Germania și Ucraina este sistată datorită disputei energetice dintre Rusia și Belarus; trei zile mai târziu se revine asupra deciziei sistării.
- 9 ianuarie: Patru brățări dacice care fac parte din patrimonul național și care au fost descoperite în Munții Orăștiei, au fost răscumpărate de Guvernul României și readuse în țară.
- 9 ianuarie: Apple, Inc. lansează noul model IPhone în cadrul MacWorld Expo.[6]
- 10 ianuarie: Președintele George W. Bush a anunțat într-o intervenție televizată că SUA vor mai trimite 21.500 soldați în Irak.
- 11 ianuarie: Vietnamul intră în Organizația Mondială a Comerțului, ca membrul cu numărul 150.
- 12 ianuarie: Cometa McNaught (Cometa anului 2007), cea mai strălucitoare din ultimii 40 de ani, atinge periheliul.
- 14 ianuarie: Crucea Roșie și Semiluna Roșie adoptă Cristalul Roșu ca emblemă nereligioasă comună.
- 21 ianuarie: În urma alegerilor legislative din Serbia, Partidul Radical Sârb (de orientare naționalistă) al lui Vojislav Seselj (arestat pentru crime de război și închis la Haga) ajunge în frunte cu 28 % din voturi.
- 25 ianuarie: La cea de-a treia Olimpiadă Internațională de Matematică și Fizică, elevii români au obținut locul 1, cu 2 medalii de aur și 3 de bronz. Olimpiada s-a desfășurat în perioada 14 - 20 ianuarie, în Kazahstan.
- 30 ianuarie: Autoritățile române și bulgare semnează la Sofia, acordul privind construcția unui nou pod peste Dunăre, între portul bulgar Vidin și orașul românesc Calafat.
- 30 ianuarie: Microsoft lansează Windows Vista și Microsoft Office 2007.
- 31 ianuarie: Președintele Microsoft, Bill Gates, ajunge în București pentru inaugurarea Centrului de Suport Tehnic al Microsoft România și lansarea în România a sistemului de operare Windows Vista.

### Februarie
- 1 februarie: Se interzice fumatul în locurile publice în Franța. Excepție fac: restaurantele, cafenelele, tutungeriile și discotecile, cărora li se acordă o perioadă de adaptare până la 1 ianuarie 2008.
- 2 februarie: Prim-ministrul Călin Popescu Tăriceanu i-a cerut Ministrului de Externe, M. R. Ungureanu să-și prezinte demisia, în urma situației create de reținerea celor doi muncitori români în Irak.
- 3 februarie: Atentat produs într-o piață șiită din Bagdad; și-au pierdut viața 135 de persoane, alte 305 au fost rănite.
- 3 februarie: Prezența virusul H5N1 al gripei aviare într-o crescătorie de curcani din Suffolk, estul Angliei.
- 5 februarie: Ministrul Afacerilor Externe, Mihai Răzvan Ungureanu demisionează.
- 8 februarie: Liderii facțiunilor palestiniene rivale Fatah și Hamas semnează un acord privind formarea unui guvern de uniune națională.
- 9-11 februarie: Echipa României a întâlnit echipa Franței în primul tur al Cupei Davis. Meciul s-a încheiat cu scorul de 4-1 în favoarea Franței.
- 10 februarie: Senatorul de Illinois, Barack Obama, își anunță candidatura la alegerile prezidențiale.
- 13 februarie: Coreea de Nord este de acord să desființeze dispozitivele nucleare de la Yongbyon, pe 14 aprilie, ca prim pas către denuclearizarea completă, primind în schimb un ajutor energetic echivalent cu 50.000 tone de petrol.[7]
- 25 februarie: Cea de-a 79-a ediție a Premiilor Oscar s-a desfășurat la Kodak Theatre din Hollywood.

### Martie
- 1 martie: Lansarea, la Paris, a Anului Polar Internațional. Sunt investiți 1,5 miliarde dolari pentru studiul Polului Nord și Polului Sud.
- 1 martie: Este lansat în România postul de televiziune Kanal D, care face parte din conglomeratul turc, Doğan.
- 3 martie: Eclipsă totală de lună vizibilă și din România.
- 4 martie: Alegeri parlamentare în Estonia.
- 8 martie: Liderii Uniunii Europene au adoptat o strategie pe termen lung în domeniul energiei și combaterii încălzirii climatice.
- 9 martie: Ion Țiriac, cu o avere de peste 1,1 miliarde dolari, a devenit primul român pe lista Forbes a celor mai bogați oameni din lume (locul 840).
- 14 martie: Autoritățile americane au aprobat fabricarea unui medicament, care pe timpul testelor s-a dovedit a fi eficient în încetinirea evoluției cancerului la sân.
- 20 martie: Familia regală intră oficial în posesia Castelelor Peleș și Pelișor și a terenurilor aferente.
- 25 martie: Uniunea Europeană aniversează 50 de ani de la semnarea Tratatului de la Roma, prin care au fost puse bazele Comunității Economice Europene.
- 26 martie: Prima ediție a Premiilor Gopo.
- 27 martie: Premierii Rusiei și Letoniei semnează tratatul referitor la granițe.
- 31 martie: La Sydney, Australia, între orele 19:30 și 20:30 (ora locală) se sting luminile, ca avertisment referitor la încălzirea globală.

### Aprilie
- 2 aprilie: Premierul Călin Popescu Tăriceanu restructurează guvernul. PD-ul este exclus de la guvernare.
- 2 aprilie: Insulele Solomon sunt zguduite de un cutremur de magnitudine 8,1 grade Richter, urmat de un tsunami devastator.
- 3 aprilie: Trenul de mare viteză din Franța (TGV) a doborât recordul de viteză pe șine de cale ferată, atingând viteza de 574,8 kilometri pe oră.
- 3 aprilie: Președintele ucrainean Victor Iușcenko dizolvă parlamentul și stabilește alegeri anticipate pentru 27 mai.
- 9 aprilie: Președintele iranian Mahmoud Ahmadinejad anunță că Iranul va începe producția de combustibil nuclear la scară semi-industrială.
- 14 aprilie: Fostul campion la șah, Gari Kasparov, este arestat pentru a fi participat la un marș interzis de autorități.
- 16 aprilie: Are loc un masacru la o Universitate din Virginia, Statele Unite, unde un student a ucis 32 de persoane și a rănit încă 23, înainte de a se sinucide. Evenimentul tragic este cunoscut sub numele de: masacrul de la Virginia Tech.
- 19 aprilie: Camerele Reunite votează cererea de suspendarea a președintelui Traian Băsescu.
- 20 aprilie: Nicolae Văcăroiu este președintele interimar al României. Referendumul pentru demiterea președintelui va avea loc pe 19 mai.
- 22 aprilie: Conservatorul Nicolas Sarkozy și socialista Ségolène Royal s-au calificat pentru cel de-al doilea tur al alegerilor prezidențiale franceze.
- 23 aprilie: La Sibiu are loc cea de-a XV-a ediție a Galei Premiilor Uniunii Teatrale din România.
- 24 aprilie: Oamenii de știință de la laboratoarele Observatorului Spațial European din Silla, Chile au anunțat descoperirea unei noi planete, numită Gliese 581 C, asemănătoare Pământului, care se află în afara sistemului nostru solar.
- 25 aprilie: Turnul zgârie-nori Burj Dubai, aflat în construcție, depășește ca înălțime celebrul Sears Tower, devenind clădirea cu cele mai multe etaje (828 m).
- 27 aprilie: Primul tur al alegerilor prezidențiale din Turcia, declarat mai târziu invalid de Curtea Constituțională din Turcia.

### Mai

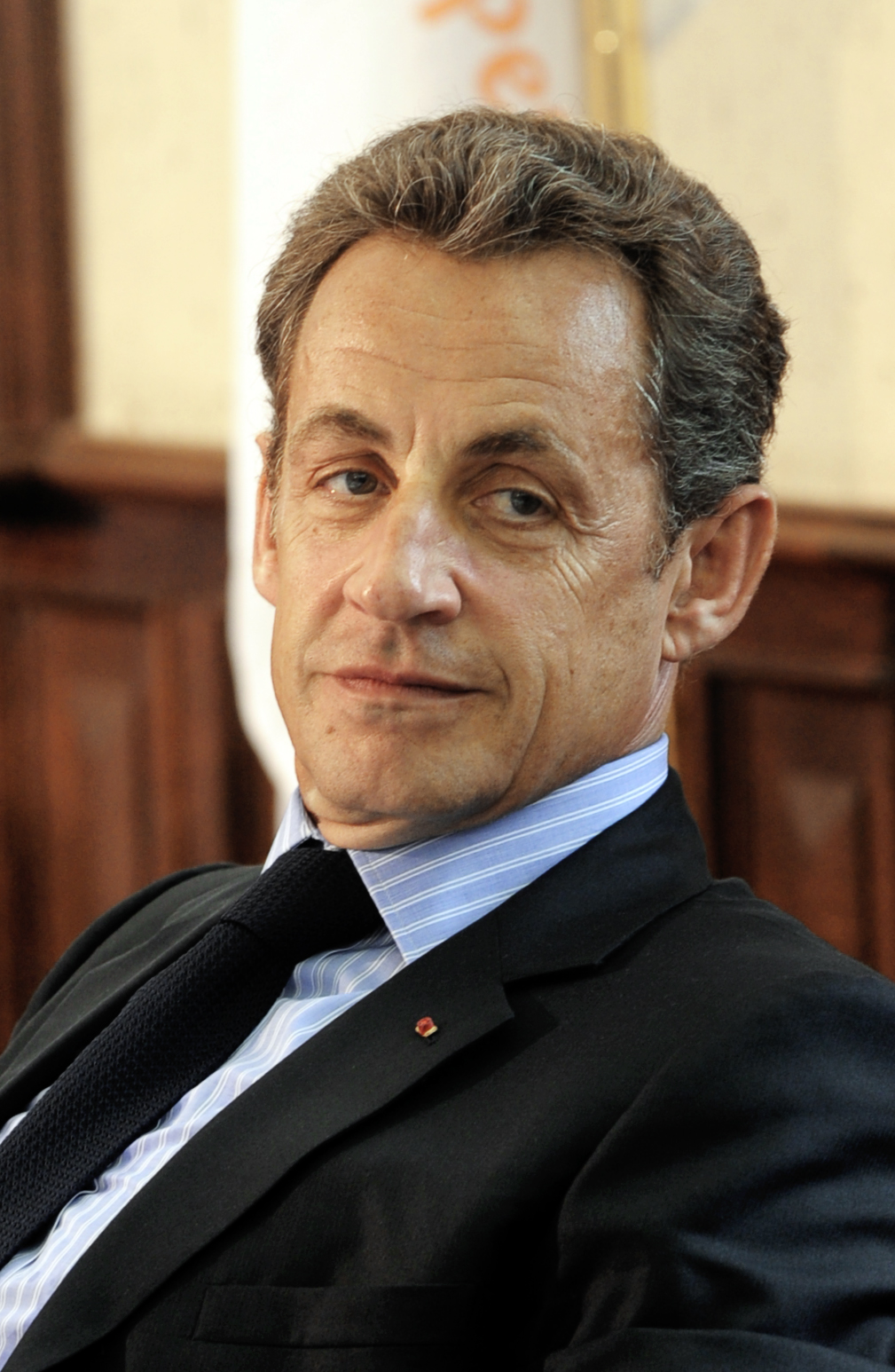
Nicolas Sarkozy este ales președinte al Franței

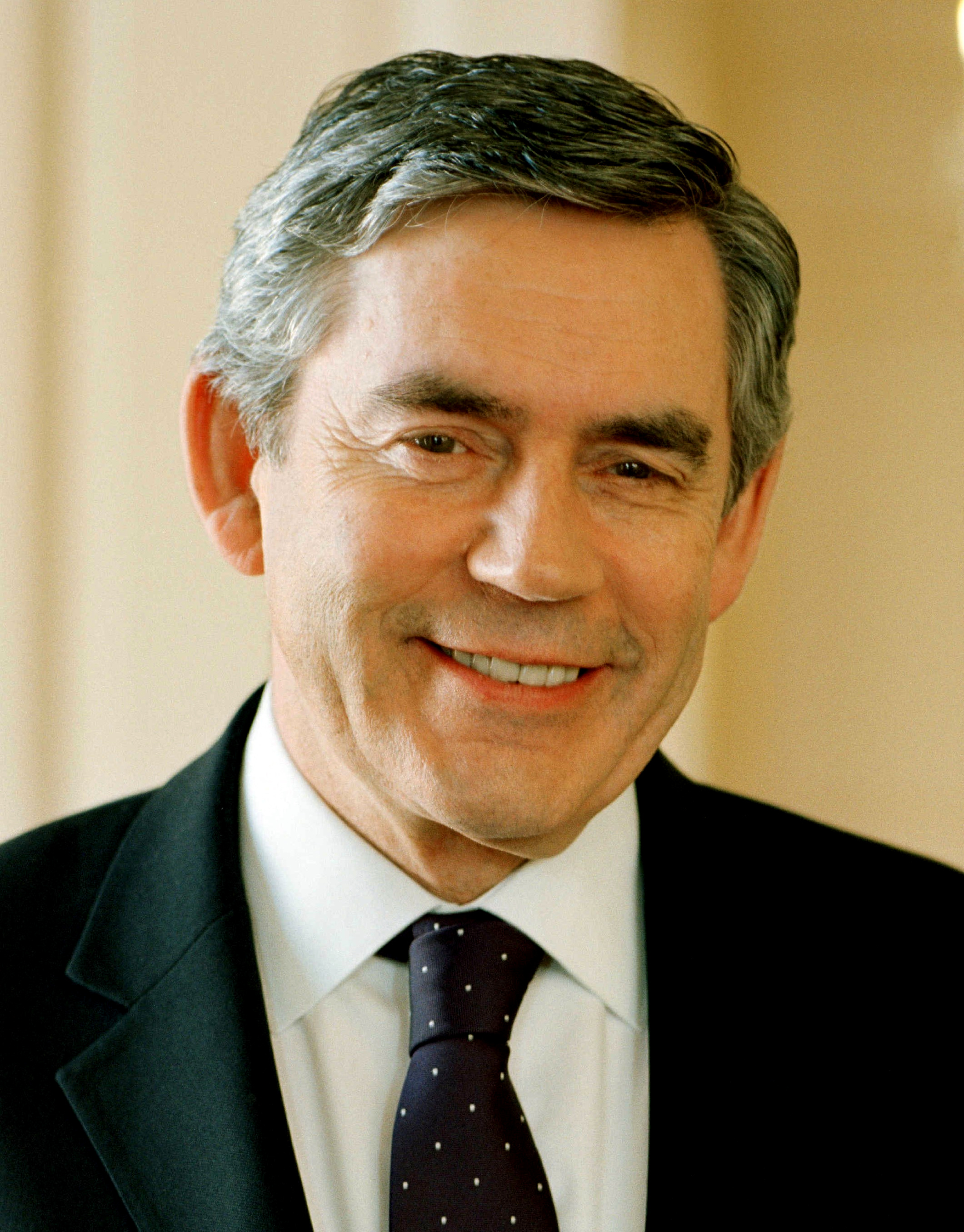
Gordon Brown este numit premier al Marii Britanii

- 3 mai: Alegeri locale în Marea Britanie.
- 6 mai: Nicolas Sarkozy este ales președinte al Franței. Acesta a învins-o în cursa electorală pentru președinția Franței pe socialista Ségolène Royal, cu 53% din voturile exprimate.
- 10 mai: Tony Blair anunță ca va demisiona din funcția de prim-ministru al Marii Britanii pe 27 iunie.
- 12 mai: Finala celei de-a 52-a ediții a Eurovision a avut loc la Helsinki, Finlanda. România, reprezentată de trupa Todomondo, s-a clasat pe locul 13.
- 16 mai: Nicolas Sarkozy devine oficial al 23-lea președinte al Franței, succedându-l pe Jacques Chirac.
- 19 mai: Referendumul pentru suspendarea președintelui Traian Băsescu. Președintele Traian Băsescu câștigă referendumul cu peste 70% din voturi. Prezenta la vot a fost de aprox 30%.
- 24 mai: Fostul ciclist danez Bjarne Riis a admis că s-a dopat când a câștigat Turul Franței din 1996.
- 31 mai: Valdis Zatlers este ales președinte al Letoniei.

### Iunie

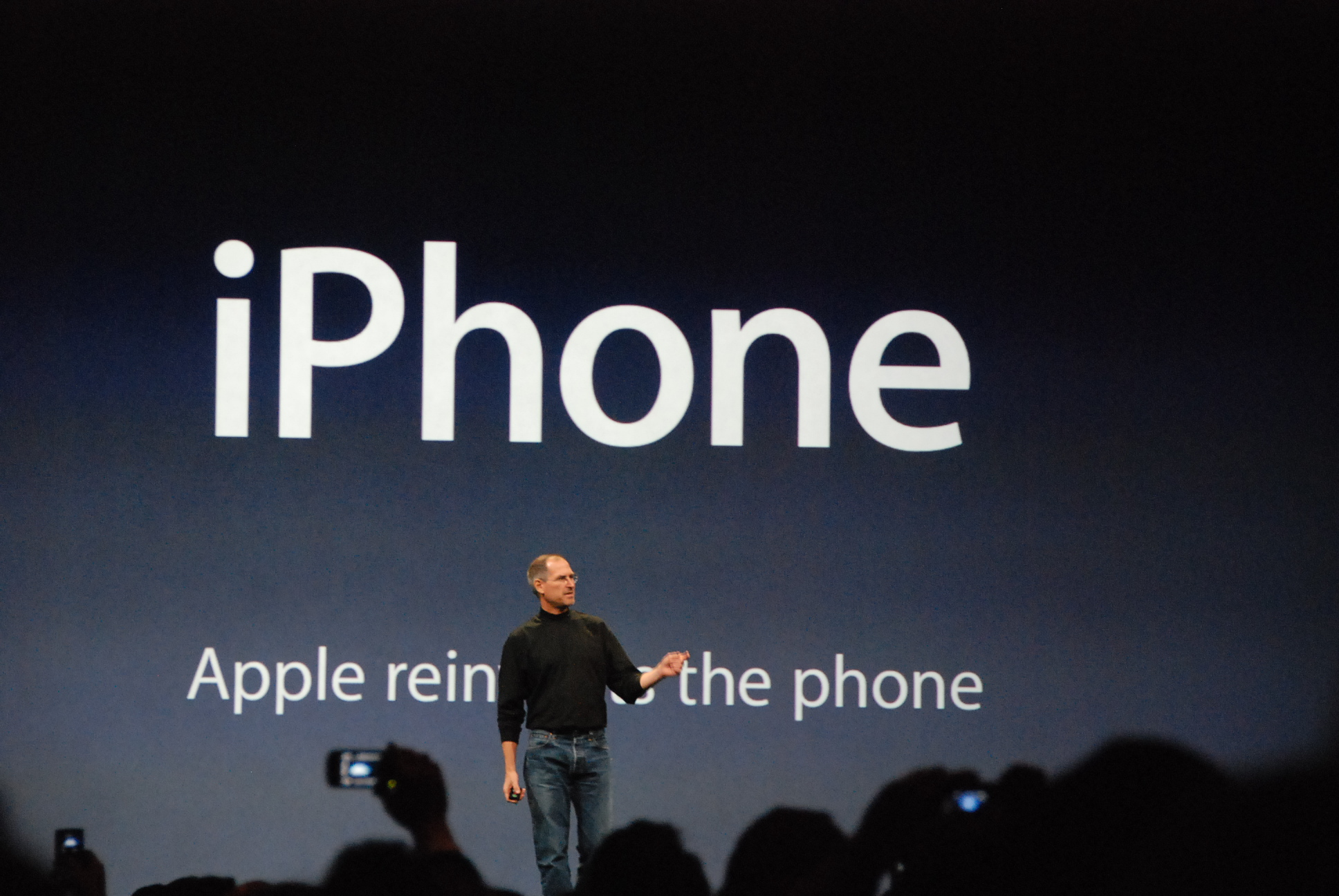
Steve Jobs prezintă primul iPhone

- 1-10 iunie: Se desfășoară Festivalul Internațional de Film Transilvania.
- 5 iunie: Începe summit-ul G8 la Heiligendamm, Germania.
- 8 iunie: Lansarea cu succes a misiunii STS-117 a navetei spațiale Atlantis.
- 9 iunie: Violențe și arestări la parada Gay - Marșul Diversității - din București.
- 10 iunie: Primul tur al alegerilor legislative din Franța.
- 10 iunie: Spaniolul Rafael Nadal îl învinge în finală pe elvețianul Roger Federer și câștigă turneul de la Roland Garros.
- 23 iunie: A 44-a ediție a turul ciclist al României.
- 27 iunie: Gordon Brown l-a înlocuit oficial pe Tony Blair în funcția de prim-ministru al Marii Britanii.
- 29 iunie: iPhone-ul, primul smartphone modern, este lansat în Statele Unite. Telefoanele inteligente au tendința să utilizeze tastaturi fizice, dar iPhone folosește doar un ecran tactil și un buton Home. Mai târziu a fost lansat în Regatul Unit, Franța, Germania, Portugalia, Irlanda și Austria în noiembrie 2007.

### Iulie
- 1 iulie: Portugalia preia președinția Consiliului Uniunii Europene de la Germania.
- 1 iulie: Ciclistul Dan Anghelache câștigă Turul României 2007. Victorie românească după 10 ani.
- 1 iulie: Pe stadionul Wembley are loc un concert pentru comemorarea a 10 ani de la decesul prințesei Diana.
- 2 iulie: Se lansează postul TV Animax, care a înlocuit Anime+/A+ Anime și a fost partajat în timp cu Minimax.
- 4 iulie: Orașul rusesc Soci este ales oraș-gazdă a Jocurilor de iarnă din 2014.
- 7-29 iulie: Începe Turul Franței. Startul ediției se dă la Londra.
- 7 iulie: Concertele Live Earth se desfășoară în 9 orașe mari din întreaga lume pentru a crește gradul de conștientizare a mediului.
- 7 iulie: Atentat sinucigaș cu mașină capcană comis în piața orașului Emerli, la 130 km de Kirkuk, în nordul Irakului. Cel puțin 105 persoane au fost ucise și 250 rănite.
- 8 iulie: Elvețianul Roger Federer câștigă turneul de tenis de la Wimbledon pentru a cincea oară consecutiv, egalând recordul deținut de Björn Borg.
- 9 iulie: În Argentina mai multe orașe au fost afectate de furtuni de zăpadă și viscole, într-o țară în care acest fenomen meteorologic este foarte rar. A fost pentru a treia oară când un fenomen de genul asta s-a întâmplat în Argentina. Prima dată a fost în 1912, iar cea de-a doua a fost în 1918.[8][9] Mulțimi de oameni s-au adunat pe străzi și parcurile din toată țara pentru a experimenta zăpada, pentru cei mai mulți pentru prima dată în viața lor.
- 17 iulie: Concert Rolling Stones la București, pe stadionul Lia Manoliu.
- 18 iulie: Un Airbus A-320, al companiei LATAM Airlines Brasil, s-a lovit de o clădire a aeroportului Congonhas din Sao Paulo, incident în urma căruia au murit 200 de oameni.
- 19 iulie: Pratibha Patil este aleasă prima femeie președinte al Indiei; a depus jurămîntul pe 25 iulie 2007.
- 22 iulie: Au loc alegeri parlamentare în Turcia.
- 23 iulie: Ministrul Sănătății, Eugen Nicolăescu, anunță instituirea codului roșu din cauza temperaturilor ridicate pentru municipiul București și județele Giurgiu, Ilfov, Teleorman, Olt și Dolj, după ce, timp de două zile consecutive s-au înregistrat temperaturi de +41 grade Celsius.

### August
- 1 august: La Olimpiada Internațională de Matematică în clasamentul pe națiuni, România a ocupat locul 11 din 98 de țări (1 medalie de aur, 4 de argint și 1 de bronz).
- 1 august: Podul I-35W de pe Mississippi din Minneapolis, Minnesota s-a prăbușit. 13 oameni și-au pierdut viața.
- 1 august: Cu prilejul aniversării a 62 de ani de la înființarea armatei naționale siriene, președintele Bashar al-Assad reafirmă dorința Siriei de a reintra în posesia Înălțimilor Golan, ocupate de Israel în urmă cu patru decenii.
- 6 august: A fost descoperită planeta TrES-4, aceasta este situată în constelația Hercules, la aproximativ 1.435 ani-lumină de Pământ.
- 15 august: Cutremur de 7,9 pe scara Richter în Peru.
- 15 august: India și Pakistan marchează cea de-a 60-a aniversare a independenței lor față de Imperiul Britanic.
- 16 august: Sunt ținute omagii în onoarea lui Elvis Presley, la cea de-a 30-a comemorare de la moartea sa.
- 24 august - 2 septembrie: La Osaka, Japonia se desfășoară Campionatul Internațional de Atletism.
- 28 august: Eclipsă totală de lună.

### Septembrie

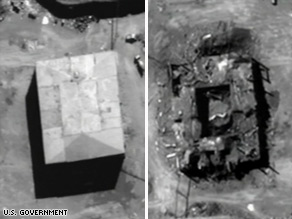
Bombardarea reactorului nuclear din Siria

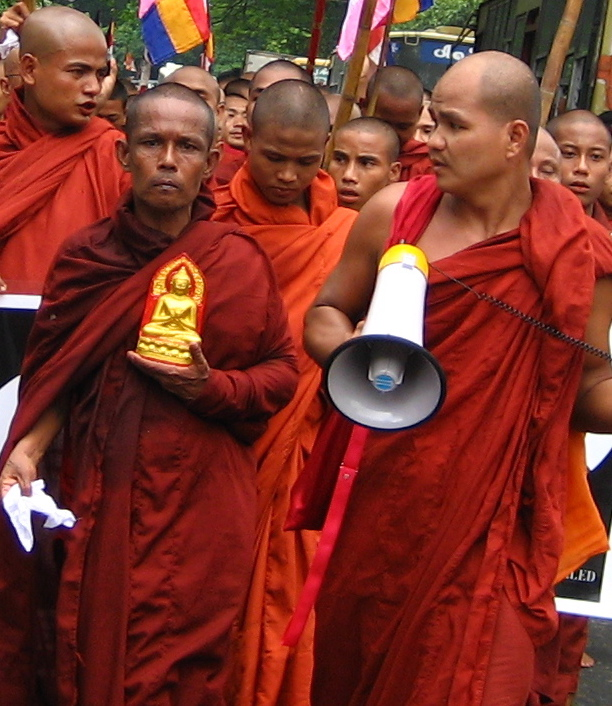
Proteste în Myanmar

- 3 septembrie: Trupele britanice predau controlul provinciei Basra din Irak.
- 6 septembrie: Avioanele Forțelor Aeriene Israeliene atacă un reactor nuclear suspect din Siria.
- 7 septembrie: În Franța începe Campionatul Mondial de Rugby.
- 8-16 septembrie: A 12-a ediție a turneului de tenis Open România.
- 12 septembrie: Mitropolitul Daniel Ciobotea al Moldovei și Bucovinei, a fost ales noul patriarh al Bisericii Ortodoxe Române.
- 12 septembrie: Prim-ministrul rus Mihail Fradkov și întregul său cabinet demisionează.
- 14 septembrie: Viktor Zubkov este aprobat drept noul prim-ministru al Rusiei după votul din Dumă.
- 25 septembrie: Peste 100.000 de persoane, dintre care 30.000 de călugări budiști, au manifestat la Yangon, capitala statului Myanmar (fostă Birmania), împotriva dictaturii militare care se află la conducerea țării.
- 26 septembrie: Yasuo Fukuda devine cel de-al 91-lea prim-ministru al Japoniei.
- 30 septembrie: În Ucraina au loc alegeri legislative după ce președintele Viktor Iușcenko a dizolvat Parlamentul.

### Octombrie

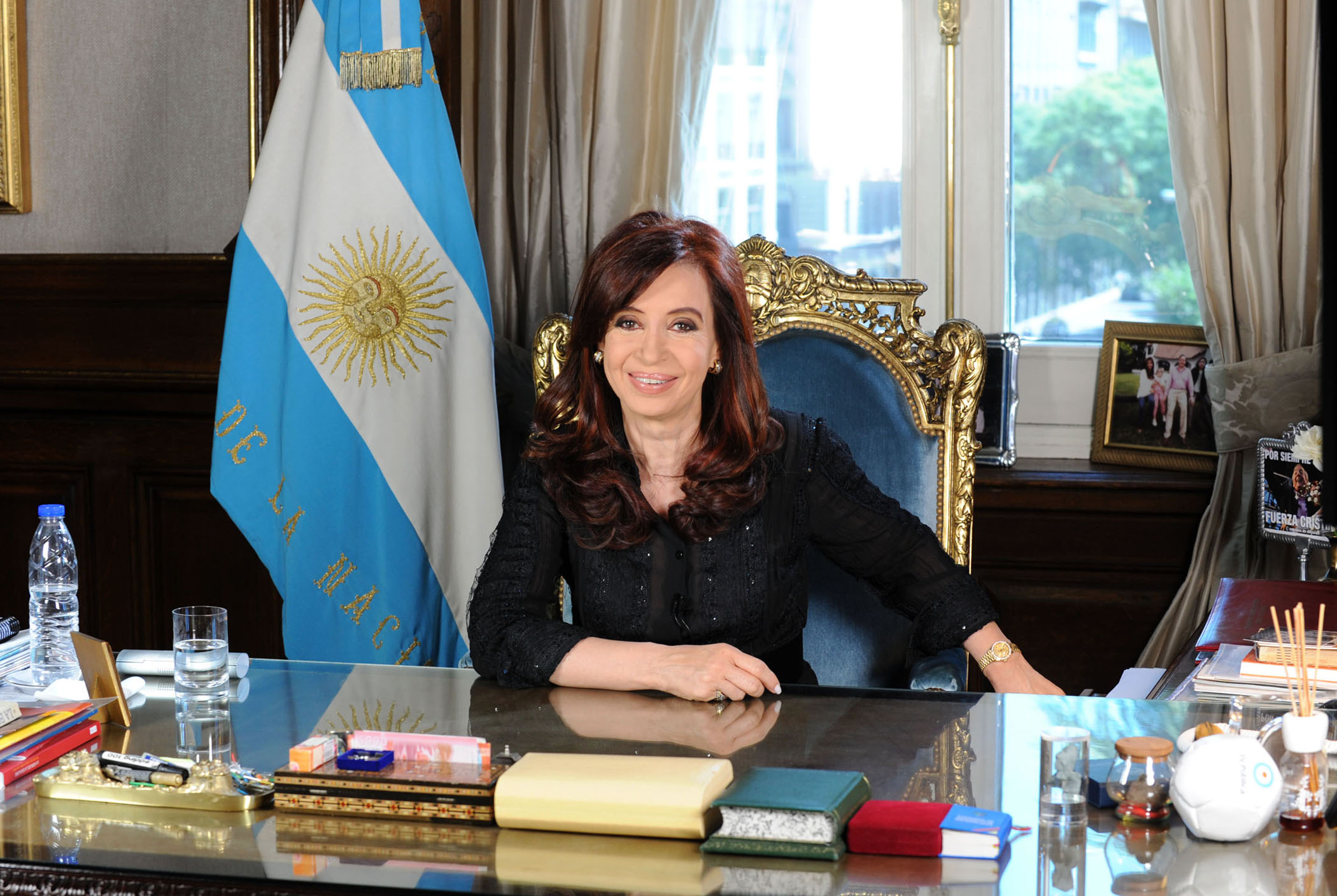
Cristina Fernández de Kirchner, devine președinte al Argentinei

- 2 octombrie: Începe cel de-al doilea summit inter-coreean. Președintele sud-coreean Roh Moo-hyun și liderul nord coreean Kim Jong-il se întâlnesc la Phenian.
- 10 octombrie: TVR1 difuzează o înregistrare video cu momentul în care ministrul Agriculturii, Decebal Traian Remeș, primește de la fostul ministru al Agriculturii, Ioan Avram Mureșan, plicul în care procurorii susțin că s-ar afla cei 15.000 de euro mită de la omul de afaceri Gheorghe Ciorbă. Remeș va demisiona a doua zi.
- 20 octombrie: Africa de Sud învinge Anglia la Campionatul Mondial de Rugby din 2007 în finala de pe "Stade de France", Paris.
- 28 octombrie: În Argentina, Cristina Fernández de Kirchner câștigă alegerile prezidențiale.
- 30 octombrie: Este anunțată țara gazdă la FIFA World Cup în 2014: Brazilia.
- 30 octombrie: Românul de etnie romă Nicolae Romulus Mailat, este acuzat de poliția italiană de agresare a italiencei Giovannei Reggiani. Două zile mai târziu, după decesul victimei, cazul a declanșat reacții dure ale autorităților din Italia.
- 31 octombrie: Concert Deep Purple pe Stadionul Cotroceni, din București.
- 31 octombrie: Justiția spaniolă își pronunță verdictul în cazul atentatelor teroriste din 11 martie 2004 de la Madrid, în care și-au pierdut viața 191 de persoane, printre care și 16 cetățeni români: 21 de inculpați au fost găsiți vinovați, iar 7 au fost achitați. Rabei Osman Sayed Ahmed, supranumit "Mohamed Egipteanul", considerat unul dintre organizatorii atacului, a fost achitat.

### Noiembrie

Ciclonul Sidr

- 3 noiembrie: Președintele Pervez Musharraf declară „stare de urgență” în Pakistan.
- 7 noiembrie: Atac armat într-un liceu din Jokela, Tuusula, Finlanda, comis de un elev în vârstă de 18 ani. Au decedat 9 persoane (inclusiv atacatorul) și alte 13 au fost rănite. Masacrul este cunoscut sub numele de: masacrul de la Jokela.
- 14 noiembrie: Chile: Cutremur de magnitudine 7,7 grade Richter în nord-estul țării.
- 16 noiembrie: Peste 15.000 de oameni au fost uciși după ce ciclonul Sidr a lovit Bangladesh-ul.
- 17 noiembrie: Alegeri parlamentare în Kosovo. Partidul Democrat a obținut 34% din voturile exprimate, cu 12% mai mult față de Liga Democratică din Kosovo, formațiune care a controlat parlamentul și administrația guvernamentală timp de mai mulți ani.
- 21 noiembrie: Echipa României de fotbal învinge echipa Țările de Jos, cu scorul de 1-0, România se califică la Euro 2008, după 8 ani.
- 25 noiembrie: Referendum pentru alegerea sistemului de vot în România.

### Decembrie

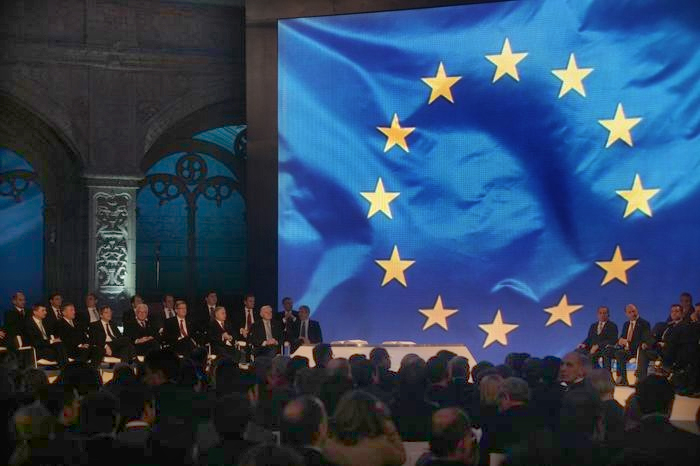
13 decembrie: Liderii europeni semnează la Lisabona, Tratatul de la Lisabona.

- 4 decembrie: Partidul Democrat și Partidul Liberal Democrat au decis să se unească și să formeze astfel un nou partid - Partidul Democrat Liberal.
- 10 decembrie: Trupa Led Zeppelin se reunește și susține un concert pe arena O2 din Londra.
- 13 decembrie: Liderii europeni semnează la Lisabona, Tratatul de la Lisabona.
- 13 decembrie: Revista România literară, cu sprijinul Fundației Anonimul a declarat Aripa dreaptă, ultimul volum din trilogia Orbitor de Mircea Cărtărescu drept "Cartea Anului 2007".
- 16 decembrie: România ocupă locul patru la Campionatul Mondial de Handbal Feminin din Franța.
- 18 decembrie: Parlamentul ucrainean aprobă numirea Iuliei Timoșenko în funcția de premier, care revine la putere, la doi ani după ce a fost demisă din aceeași funcție.
- 19 decembrie: Vladimir Putin, președintele Rusiei, este desemnat "Personalitatea anului 2007" de revista "Time".
- 21 decembrie: Spațiul Schengen se extinde cu nouă state. Ungaria, Polonia, Cehia, Slovacia, Slovenia, Estonia, Lituania, Letonia și Malta au îndeplinit toate condițiile necesare pentru suprimarea controalelor la frontierele interne.
- 21 decembrie: Regina Elisabeta a II-a devine cel mai în vârstă monarh al Marii Britanii, depășind-o pe Regina Victoria care a trăit 81 ani, 7 luni și 29 de zile.
- 24 decembrie: Guvernul nepalez a anunțat că în 2008 monarhia veche de 240 de ani va fi abolită și Nepalul ar urma să fie declarat o republică federală democratică în baza unei constituții provizorii.

## Nașteri

### Februarie
- 5 februarie: Maia Mălăncuș, cântăreață română

### Martie
- 5 martie: Roman Griffin Davis, actor britanic

### Aprilie
- 21 aprilie: Prințesa Isabella a Danemarcei, al doilea copil al Prințului Moștenitor Frederic al Danemarcei
- 29 aprilie: Infanta Sofía a Spaniei, a doua fiică a Regelui Filip al VI-lea al Spaniei

### Decembrie
- 18 decembrie: Tamas Andrea, scolara, fosta rezidenta in CPRU, Baia Mare, Romania.

## Decese

### Ianuarie
- 1 ianuarie: A. I. Bezzerides, 98 ani, scriitor american de etnie greco-armeană (n. 1908)
- 1 ianuarie: Grigore Traian, 56 ani, fotbalist și antrenor român (n. 1951)
- 2 ianuarie: Teddy Kollek, 95 ani,  om politic social-democrat israelian (n. 1911)
- 3 ianuarie: Michael Yeats, 85 ani, politician irlandez (n. 1921)
- 7 ianuarie: Victor Bârlădeanu, 79 ani, scriitor român de etnie evreiască (n. 1928)
- 7 ianuarie: Gheorghe Pănculescu, 103 ani, general român (n. 1903)
- 7 ianuarie: Sorana Coroamă-Stanca (n. Sorana-Iosefina-Caterina Plăcințeanu), 85 ani, regizoare română (n. 1921)
- 8 ianuarie: Yvonne De Carlo, 84 ani, actriță, dansatoare și cântăreață canadiano-americană (n. 1922)
- 9 ianuarie: Ion Dincă, 78 ani, comunist român (n. 1928)
- 10 ianuarie: Carlo Ponti, 94 ani, producător italian (n. 1912)
- 11 ianuarie: Tamara Constantinescu, 98 ani, pictoriță română (n.  1909)
- 11 ianuarie: Robert Anton Wilson (n. Robert Edward Wilson), 74 ani, scriitor american (n. 1932)
- 14 ianuarie: Vassilis Photopoulos, 73 ani, pictor, scenograf și regizor grec de film (n. 1934)
- 16 ianuarie: Vadim Pirogan, 85 ani, autor din R. Moldova (n. 1921)
- 19 ianuarie: Asger Aaboe, 84 ani, matematician danez (n. 1922)
- 19 ianuarie: Hrant Dink, 52 ani, jurnalist turc de etnie armeană (n. 1954)
- 21 ianuarie: Maria Cioncan, 29 ani, atletă română (n. 1977)
- 22 ianuarie: Oleg Mokșanțev, 82 ani, actor sovietic și rus (n. 1924)
- 22 ianuarie: Abbé Pierre, 94 ani,  călugăr capucin francez (n. 1912)
- 23 ianuarie: Ryszard Kapuściński, 74 ani, jurnalist polonez (n. 1932)
- 24 ianuarie: David Morris, 76 ani, politician britanic (n. 1930)
- 26 ianuarie: Iosif Banc, 86 ani, comunist român (n. 1921)
- 26 ianuarie: Emanuele Luzzati, 85 ani, pictor italian de etnie evreiască (n. 1921)
- 27 ianuarie: Henry Halfdan Valen, 83 ani, politolog norvegian (n. 1924)
- 28 ianuarie: Jim Gray (n. James Nicholas Gray), 62 ani, informatician american (n. 1944)
- 28 ianuarie: Teala Loring, 84 ani, actriță americană de film (n. 1922)
- 30 ianuarie: Gheorghe Crăciun, 56 ani, scriitor român (n. 1950)
- 30 ianuarie: Sidney Sheldon, 89 ani, scriitor american (n. 1917)
- 31 ianuarie: Arben Minga, 47 ani, fotbalist albanez (atacant), (n. 1959)

### Februarie
- 2 februarie: Masao Takemoto, 87 ani, gimnast japonez (n. 1919)
- 3 februarie: Tina DeRosa (n. Antoinette Marie De Rosa), 62 ani, scriitoare americană (n. 1944)
- 6 februarie: Frankie Laine, 93 ani,  cântăreț și compozitor american (n. 1913)
- 7 februarie: Grigorie Băbuș, 91 ani, teolog român (n. 1915)
- 7 februarie: Alan G. MacDiarmid, chimist american, laureat al Premiul Nobel (2000), (n. 1927)
- 7 februarie: Gheorghe Știrbu, 90 ani, aviator român (n. 1916)
- 8 februarie: Tamara Chițaniuc, 56 ani, cântăreață de muzică populară (n. 1951)
- 8 februarie: Anna Nicole Smith (n. Vickie Lynn Hogan), 39 ani, manechin american (n. 1967)
- 9 februarie: Carol Schreter, 75 ani, politician român (n. 1931)
- 11 februarie: Marianne Fredriksson (n. Marianne Persson), 79 ani, scriitoare suedeză (n. 1927)
- 11 februarie: Constantin Ofițerescu, 70 ani, antrenor român de lupte greco-romane (n. 1936)
- 13 februarie: Elizabeth Jolley, 83 ani, scriitoare australiană (n. 1923)
- 15 februarie: Walker Edmiston, 81 ani, actor și păpușar american (n. 1926)
- 16 februarie: Virgil Cândea, 79 ani, istoric român (n. 1927)
- 16 februarie: Lilli Promet, 84 ani, scriitoare estonă (n. 1922)
- 17 februarie: Mike Awesome (n. Michael Lee Alfonso), 42 ani, wrestler american (n. 1965)
- 17 februarie: Giovanni Carminucci, 67 ani, gimnast artistic italian (n. 1939)
- 18 februarie: Nelli Kameneva, 75 ani, actriță din R. Moldova de etnie rusă (n. 1931)
- 21 februarie: Arawa Kimura, 75 ani, fotbalist japonez (atacant), (n. 1931)
- 22 februarie: Fons Rademakers, 86 ani, actor neerlandez, regizor, scenarist și producător de film (n. 1920)
- 22 februarie: Ian Wallace (n. Ian Russell Wallace), 60 ani, muzician britanic (King Crimson), (n. 1946)
- 24 februarie: Édouard Bonnefous (n. Édouard Jean-Henri Bonnefous), 99 ani, politolog francez, membru de onoare al Academiei Române (n. 1907)
- 24 februarie: Gheorghe Vodă, 72 ani, poet din R. Moldova (n. 1934)
- 28 februarie: Albert Guttman, 69 ani, pianist român (n. 1937)

### Martie
- 2 martie: Károly Sinka, 72 ani, actor maghiar (n. 1934)
- 2 martie: Henri Troyat (n. Lev Aslanovici Tarasov), 95 ani, scriitor francez de etnie rusă (n.  1911)
- 3 martie: Lucia Anton, 91 ani, editor de film român (n. 1915)
- 4 martie: Șerban Georgescu, 54 ani, compozitor român (n. 1952)
- 5 martie: Ivan Supek, 91 ani, fizician și scriitor pacifist croat (n. 1915)
- 6 martie: Jean Baudrillard, 77 ani, sociolog, filosof francez (n. 1929)
- 6 martie: Tănase Mureșanu, 66 ani, scrimer român (n. 1940)
- 7 martie: Florin Hălălău, 73 ani, medic român, membru al Academiei de Științe Medicale (n. 1933)
- 9 martie: Gerardo Mello Mourao, 90 ani, poet brazilian (n. 1917)
- 13 martie: Neagu Cosma, 81 ani, general român în cadrul DSS (n. 1925)
- 15 martie: Mihail Makarenko, 75 ani, colecționar de artă, restaurator, activist pentru drepturile omului și disident sovietic moldovean (n. 1931)
- 15 martie: Ion Nicodim, 74 ani, pictor român (n. 1932)
- 17 martie: John Backus (n. John Warner Backus), 82 ani, informatician american (n. 1924)
- 17 martie: Freddie Francis (n. Frederick William Francis), 89 ani, regizor britanic (n. 1917)
- 18 martie: Ovidiu Maitec, 81 ani, sculptor român (n. 1925)
- 21 martie: Natalia Șerbănescu, 75 ani, interpretă română de muzică populară, din zona Dobrogei (n. 1931)
- 21 martie: Ulfat Idilbi, 94 ani, romancieră siriană (n. 1912)
- 22 martie: Ratmir Șișkov, 18 ani, rapper rus (n. 1988)
- 23 martie: Johannes Aagaard (n. Johannes Monrad Aagaard), 78 ani, teolog danez (n. 1928)
- 27 martie: Paul Christian Lauterbur, 77 ani, medic american laureat al Premiului Nobel (2003), (n. 1929)
- 27 martie: Joe Sentieri, 82 ani, cântăreț italian (n. 1925)
- 30 martie: Chrisye (n. Christian Rahadi), 57 ani, cântăreț indonezian (n. 1949)
- 31 martie: Paul Watzlawick, 85 ani, psiholog american (n. 1921)
- 31 martie: Romulus Cojocaru, 72 ani, poet, prozator, editor de reviste și avocat român (n. 1934)

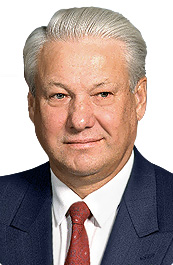
Boris Elțîn

### Aprilie
- 1 aprilie: Ilie Greavu, 69 ani, fotbalist român (n. 1937)
- 1 aprilie: Driss Chraïbi, 80 ani, romancier marocan (n. 1926)
- 1 aprilie: Frieda Vigder, 96 ani, chimistă română (n. 1911)
- 3 aprilie: Robin Montgomerie-Charrington, 91 ani, pilot britanic de Formula 1 (n. 1915)
- 4 aprilie: John Flynn, 75 ani, regizor american și scenarist (n. 1932)
- 5 aprilie: Thomas Stoltz Harvey, 94 ani,  patolog american, cunoscut pentru faptul că a efectuat autopsia lui Albert Einstein în 1955 (n. 1912)
- 7 aprilie: Du'a Khalil Aswad, 17 ani, adolescentă de etnie kurdă din Irak (n. 1990)
- 7 aprilie: Mariano Gonzalvo Falcón, 85 ani, fotbalist spaniol (n. 1922)
- 8 aprilie: Ion Preda, 59 ani, deputat român (n. 1947)
- 8 aprilie: Richard Rorty, 75 ani, filosof american (n. 1931)
- 9 aprilie: Dumitru Pârvulescu, luptător român (n. 1933)
- 11 aprilie: Kurt Vonnegut, 84 ani, romancier american (n. 1922)
- 16 aprilie: Liviu Librescu, 76 ani, profesor israelian de etnie română (n. 1930)
- 16 aprilie: Ioan Ursu, 79 ani, fizician român (n. 1928)
- 17 aprilie: Gil Dobrică, 61 ani, cântăreț român (n. 1946)
- 18 aprilie: Chiril Popescu, 84 ani,  agronom român (n. 1922)
- 18 aprilie: Emil Satco, 66 ani, istoric român, profesor, membru în Consiliul științific al Universității Cultural-Științifice Suceava (n. 1941)
- 18 aprilie: Pavel Sergheev, 75 ani, profesor rus (n. 1931)
- 19 aprilie: Jean-Pierre Cassel, 74 ani, actor de film, francez (n. 1932)
- 22 aprilie: Tome Arsovski, 78 ani, dramaturg macedonean (n. 1928)
- 22 aprilie: Hans Wiesenmayer, 82 ani, atlet român de etnie germană (n. 1924)
- 23 aprilie: Boris Elțîn, 76 ani, primul președinte al Rusiei (1991-1999), (n. 1931)
- 23 aprilie: Paul Erdman, 74 ani, scriitor american (n. 1932)
- 23 aprilie: Boris Elțin, primul Președinte al Rusiei (n. 1931)
- 24 aprilie: Simon Fișel, 85 ani, chimist, profesor universitar și cercetător român (n.  1921)
- 24 aprilie: Simon Fișel, 85 ani, chimist, profesor universitar și cercetător evreu (n. 1921)
- 26 aprilie: Florea Dumitrache (aka Mopsul), 59 ani, fotbalist român (atacant), (n. 1948)
- 27 aprilie: Karel Dillen, 81 ani, politician belgian (n. 1925)
- 28 aprilie: Carl Friedrich von Weizsäcker (n. Carl Friedrich Freiherr von Weizsäcker), 94 ani, fizician german (n. 1912)
- 29 aprilie: Brigitte Krause, 78 ani, actriță germană (n. 1929)
- 29 aprilie: Teodora Angela Lefterescu, 80 ani, căpitan român (n. 1926)
- 30 aprilie: Gordon Scott, 80 ani, actor de film și de televiziune, american (Tarzan), (n. 1926)
- 30 aprilie: Eugene Jarosewich, 81 ani, chimist american (n. 1926)
- 30 aprilie: Grégory Lemarchal, 23 ani, cântăreț francez (n. 1983)

### Mai
- 3 mai: Wally Schirra, 84 ani, pilot de încercare american (n. 1923)
- 7 mai: Ion Constantinov, 80 ani, doctor român în științe agricole (n. 1926)
- 7 mai: Octavian Paler, 80 ani, scriitor și publicist român (n. 1926)
- 8 mai: Victor Moldovan, 80 ani, actor român (n. 1926)
- 8 mai: Victor Moldovan, actor român (n. 1926)
- 9 mai: Marcel Marcian (n. Moritz Marcus), 92 ani, prozator român de etnie evreiască (d. 1914)
- 11 mai: Bernard Gordon, 88 ani, scriitor, scenarist și producător de film american (n. 1918)
- 14 mai: Kosei Nishihira, 64 ani, maestru de karate japonez (n. 1942)
- 15 mai: Jerry Falwell Sr., 73 ani, pastor baptist⁠, teleevanghelist⁠ și activist conservator american (n. 1933)
- 16 mai: Mircea Motrici, 54 ani, scriitor român (n. 1953)
- 16 mai: Gohar Gasparian, 82 ani, solistă armeană de operă (n. 1924)
- 17 mai: Lloyd Alexander (n. Lloyd Chudley Alexander), 83 ani, scriitor american (n. 1924)
- 17 mai: Eugen Weber, 82 ani, istoric american de origine română (n. 1925)
- 18 mai: Alan Bannister, 84 ani, ciclist de performanță englez (n. 1922)
- 18 mai: Jeana Gheorghiu, 60 ani, jurnalistă română, realizatoare de emisiuni radio și TV (n. 1946)
- 18 mai: Pierre-Gilles de Gennes, 74 ani, fizician francez laureat al Premiului Nobel (1991), (n. 1932)
- 19 mai: Irena Burawska, 84 ani, actriță poloneză de teatru și film (n. 1922)
- 20 mai: Baruch Kimmerling, 67 ani, sociolog israelian (n. 1939)
- 20 mai: Stanley Miller (n. Stanley Lloyd Miller), 77 ani, chimist american (n. 1930)
- 21 mai: Bruno Mattei (Vincent Dawn), 75 ani, regizor italian (n. 1931)
- 22 mai: Evgheni Verbețchi, 70 ani,  clarinetist și profesor muzical sovietic și moldovean (n. 1936)
- 23 mai: Ralu Filip (n. Ralu Traian Filip), 47 ani, jurist și jurnalist român, președinte al CNA (n. 1959)
- 25 mai: Victor Firea, 84 ani, atlet român (n. 1923)
- 25 mai: Naomi Levine, 67 ani, actriță, artist plastic și realizatoare de film (n. 1939)
- 28 mai: Jörg Immendorff, 61 ani, pictor, sculptor și scenograf german (n. 1945)
- 28 mai: David Lane, 68 ani, lider suprematist și criminal american (n. 1938)
- 30 mai: Jean-Claude Brialy, 74 ani,  actor și regizor de film francez (n. 1933)

### Iunie
- 2 iunie: Enrico Farina, 48 ani, cântăreț, textier și producător de muzică ușoară canadian (n. 1959)
- 3 iunie: Aurel Scobioală, 65 ani, scriitor moldovean (n. 1941)
- 4 iunie: Alexandru Timotin, 82 ani, inginer român (n. 1925)
- 8 iunie: Adrian Virgil Pintea, 52 ani, actor român de teatru și film (n. 1954)
- 8 iunie: Richard Rorty, 75 ani, filosof american (n. 1931)
- 9 iunie: Ousmane Sembène, 84 ani, scriitor senegalez (n. 1923)
- 14 iunie: Kurt Waldheim (n. Kurt Josef Waldheim), 88 ani, Secretar General al ONU, al 9-lea președinte al Austriei (1986-1992), (n. 1918)
- 15 iunie: Ariel Coprov, 93 ani, scriitor evreu (n. 1913)
- 18 iunie: Emil Tocaci, 73 ani, senator român (1990-1992), (n. 1933)
- 19 iunie: Antonio Aguilar (José Pascual Antonio Aguilar Márquez Barraza), 88 ani, cântăreț, actor, scenarist și producător mexican (n. 1919)
- 22 iunie: Luciano Fabro, 70 ani, artist italian (n. 1936)
- 22 iunie: Ilie Muțiu, 63 ani, cântăreț român de muzică populară (n. 1944)
- 25 iunie: Chris Benoit (n. Christopher Michael Benoit), 40 ani, wrestler canadian (n. 1967)
- 26 iunie: Géza Domokos, 79 ani, scriitor și comunist român de etnie maghiară (n. 1928)
- 29 iunie: Fred Saberhagen (n. Fred Thomas Saberhagen), 77 ani, scriitor american de literatură SF (n. 1930)

### Iulie

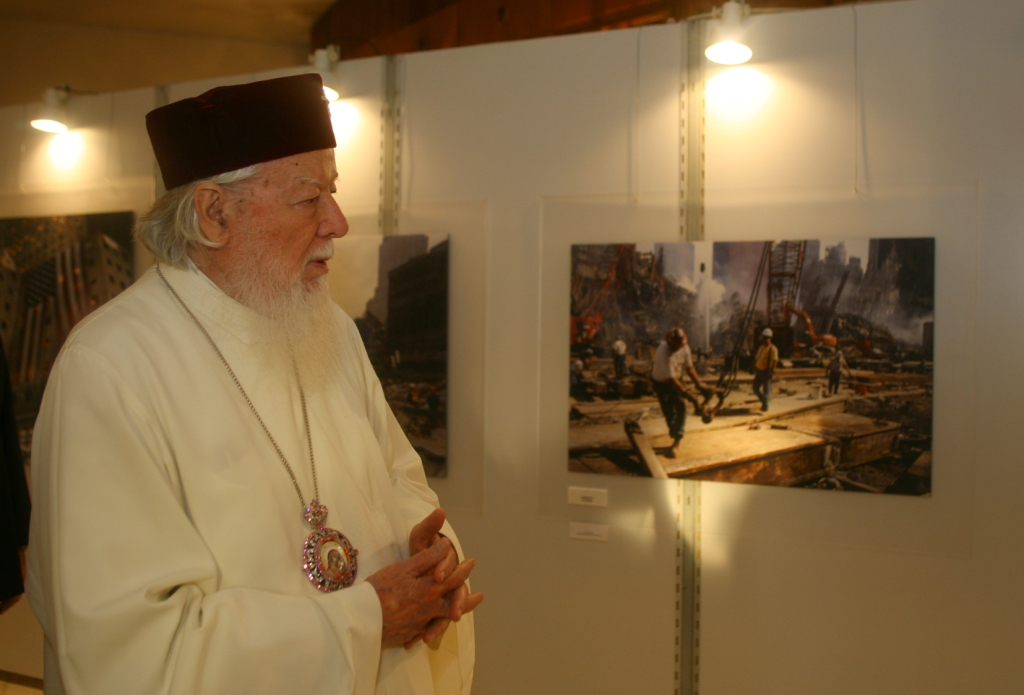
Patriarhul Teoctist

- 5 iulie: Marko Babić, 42 ani, ofițer în armata croată (n. 1965)
- 5 iulie: Jean Grosu, 87 ani, traducător român (n. 1919)
- 5 iulie: Marko Babić, 42 ani, ofițer croat (n. 1965)
- 5 iulie: Kerwin Mathews, 81 ani, actor american (n. 1926)
- 5 iulie: Marko Babić, soldat croat (n. 1965)
- 6 iulie: Evhen Popovîci (n. Evhen Oksentovîci Popovîci), 77 ani, traducător ucrainean (n. 1930)
- 7 iulie: Donald Michie, 83 ani, cercetător britanic în inteligență artificială (n. 1923)
- 8 iulie: Harold O.J. Brown, 74 ani, teolog american (n. 1933)
- 8 iulie: Paul Cornel Chitic, 63 ani, scriitor român (n. 1944)
- 8 iulie: Chandra Shekhar (n. Chandra Shekhar Singh), 80 ani, prim-ministru al Indiei (1990-1991), (n. 1927)
- 9 iulie: Esteban Areta, 75 ani, fotbalist profesionist și antrenor român (n.  1932)
- 9 iulie: Nicolae Proca, 81 ani, fotbalist și antrenor român (n. 1925)
- 9 iulie: Nicolae Proca, fotbalist român (n. 1925)
- 10 iulie: Răzvan Givulescu, 86 ani, geolog român (n. 1920)
- 11 iulie: Lady Bird Johnson, 94 ani, Prima Doamnă a Statelor Unite ale Americii (1963-1969), (n. 1912)
- 11 iulie: Josef Zirenner, 92 ani, germanist român (n. 1915)
- 12 iulie: Blaga Aleksova, 85 ani, arheologă macedoneană (n. 1922)
- 12 iulie: Nicolae Ciachir, 79 ani, istoric român (n. 1928)
- 12 iulie: Nicolae Moldoveanu, 85 ani, compozitor român (n. 1922)
- 17 iulie: Enrico Accatino, 86 ani, artist plastic italian (n.  1920)
- 20 iulie: Spiridon Mocanu, 75 ani, dansator sovietic și moldovean (n. 1932)
- 20 iulie: Kai Siegbahn (n. Kai Manne Börje Siegbahn), 89 ani, fizician suedez laureat al Premiului Nobel (1981), (n. 1918)
- 21 iulie: Gheorghe David, 63 ani, disident, inginer din R. Moldova (n. 1943)
- 22 iulie: Ulrich Mühe, 54 ani, actor german (n. 1953)
- 23 iulie: Ernst Otto Fischer, 88 ani, chimist german, laureat al Premiului Nobel (1973), (n. 1918)
- 23 iulie: George Tabori, 93 ani, dramaturg britanic de etnie evreiască (n. 1914)
- 24 iulie: Thorstein Aaby, 36 ani, chitarist norvegian (n. 1971)
- 25 iulie: Valentin Arsenie, 81 ani, general român (n. 1926)
- 27 iulie: Victor Frunză, 72 ani, scriitor român (n. 1935)
- 28 iulie: Isidore Isou (n. Ioan-Isidor Goldstein), 82 ani, scriitor francez de etnie evreiască (n. 1925).
- 29 iulie: Dumitru Pricop, 54 ani, scriitor și jurnalist român (n. 1943)
- 30 iulie: Michelangelo Antonioni, 94 ani, regizor italian de film (n. 1912)
- 30 iulie: Teoctist Arăpașu (n. Toader Arăpașu), 92 ani, patriarh al Bisericii Ortodoxe Române (n. 1915)
- 30 iulie: Ingmar Bergman (n. Ernst Ingmar Bergman), 89 ani, regizor suedez (n. 1918)

### August
- 2 august: Vladimir Albu, 26 ani, regizor de film, român (n. 1981)
- 2 august: Carmen Cerdeira Morterero, 48 ani, politiciană spaniolă (n. 1958)

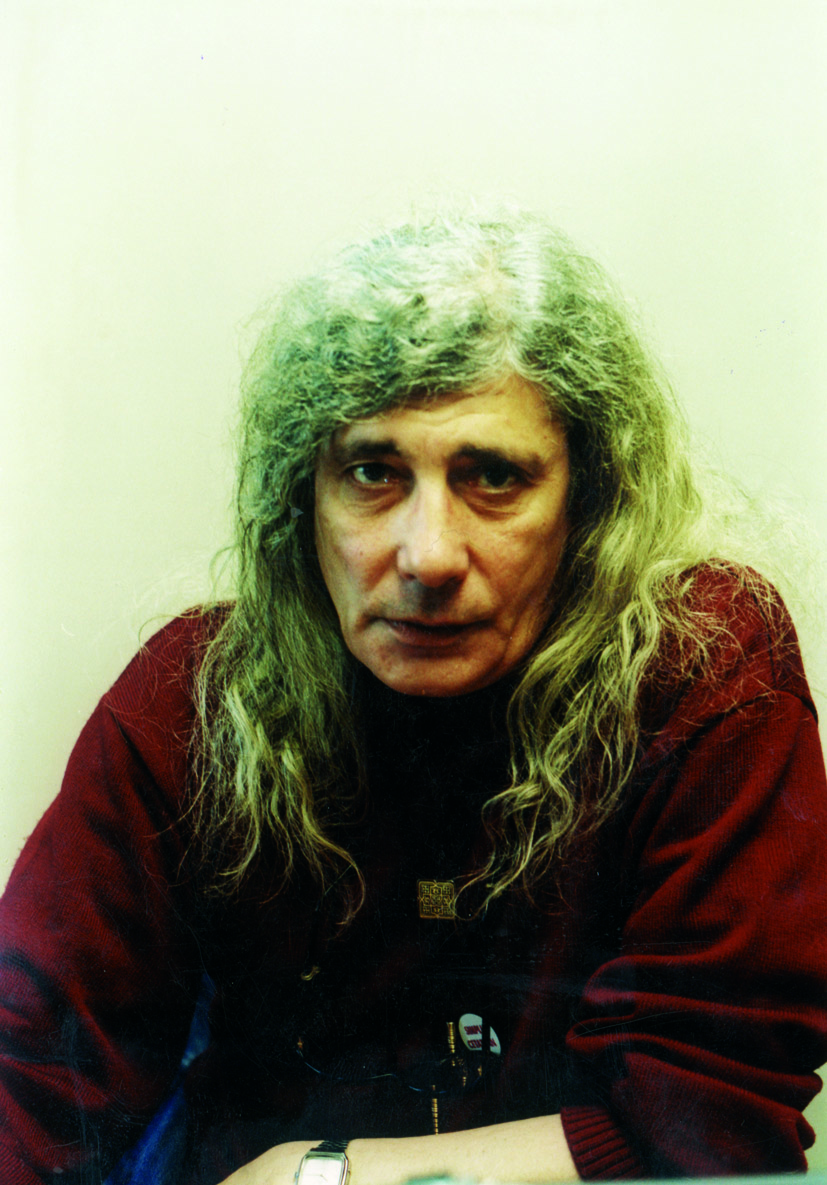
Florian Pittiș

- 3 august: Macarie Ioniță, 82 ani, arhimandrit român (n. 1924)
- 4 august: Lee Hazlewood, 78 ani, cântăreț american (n. 1929)
- 4 august: Raul Hilberg, 81 ani, istoric austriac (n. 1926)
- 5 august: Jean-Marie Lustiger (n. Aaron Lustiger), 80 ani, arhiepiscop francez (n. 1926)
- 5 august: Amos Manor, 88 ani, ofițer de informații israelian originar din Transilvania (n.  1918)
- 5 august: Florian Pittiș, 63 ani, actor și interpret român (n. 1943)
- 6 august: Cristofor I. Simionescu, 87 ani, inginer chimist român, membru titular al al Academiei Române și membru de onoare al Academiei de Științe al Moldovei (n. 1920)
- 8 august: Hans Ferdinand Linskens, 86 ani, biolog german (n. 1921)
- 8 august: Alexander Tollmann, 79 ani, geolog austriac, membru de onoare al Academiei Române (din 1992) (n. 1928)
- 8 august: Julius Wess, 72 ani, fizician austriac-german (n. 1934)
- 11 august: Maurice Boitel, 88 ani, pictor francez (n. 1919)
- 11 august: Richard Compton, 69 ani, actor, regizor și scriitor american (n. 1938)
- 13 august: Tudor Jarda, 85 ani, compozitor român (n. 1922)
- 14 august: Bill Lomas, 79 ani, motociclist scoțian (n. 1928)
- 14 august: Alexandru Lupaș, 65 ani, matematician român (n. 1942)
- 15 august: Dan Alexandru Condeescu, 57 ani, critic literar român (n. 1950)
- 15 august: Constantin-Romeo Dragomir, 54 ani, jurnalist, compozitor, solist vocal și instrumentist român (n. 1953)
- 18 august: Victor Gherlac, 92 ani, regizor din R. Moldova (n. 1915)
- 18 august: Jacky Noguez, 78 ani,  dirijor francez de orchestre de muzică ușoară (n. 1929)
- 23 august: Bruno Trentin, 80 ani, politician italian (n. 1926)
- 24 august: Hansjörg Felmy, 76 ani, actor german (n. 1931)
- 24 august: Aaron Russo, 64 ani, om de afaceri american (n. 1943)
- 25 august: Benjamin Aaron, 91 ani, avocat și cărturar american (n. 1915)
- 25 august: Raymond Barre, 83 ani, prim-ministru al Franței (1976-1981), (n. 1924)
- 26 august: Valeriu Condurache, 57 ani, scriitor și publicist român (n. 1950)
- 26 august: Corina Constantinescu-Pavelescu, 87 ani, actriță din R. Moldova (n. 1919)
- 26 august: Edward G. Seidensticker, 86 ani, scriitor american (n. 1921)
- 28 august: Antonio Puerta Pérez, 22 ani, fotbalist spaniol (n. 1984)
- 29 august: Pierre Messmer (n. Pierre Auguste Joseph Messmer), 91 ani, politician francez, prim-ministru al Franței (1972-1974), (n. 1916)
- 29 august: Vladimir Romașkin, 50 ani, folclorist rus (n. 1951)

### Septembrie

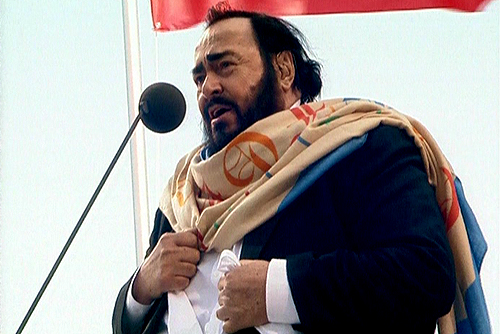
Luciano Pavarotti

- 3 septembrie: Mária Szepes (n. Magda Scherbák), 98 ani, scriitoare maghiară (n. 1908)
- 6 septembrie: Alex (papagal), 31 ani, papagal jaco (n. 1976)
- 6 septembrie: Eva Crane (n. Ethel Eva Widdowson), 95 ani, fizician britanic (n. 1912)
- 6 septembrie: Madeleine L'Engle, 88 ani, scriitoare americană (n. 1918)
- 6 septembrie: Luciano Pavarotti, 71 ani, tenor italian (n. 1935)
- 8 septembrie: Nicholas Bethell, 69 ani, politician britanic (n. 1938)
- 9 septembrie: Dumitru Baicu (aka Cacurică), 75 ani, lăutar român (n. 1931)
- 9 septembrie: Corneliu Bârsănescu, 72 ani, antrenor român de caiac-canoe (n. 1934)
- 9 septembrie: Zoran Tadić, 66 ani,  regizor de film, scenarist, critic și pedagog croat  (n. 1941)
- 10 septembrie: Jane Wyman (n. Sarah Jane Mayfield), 90 ani, actriță americană (n. 1917)
- 11 septembrie: Ioan Mihăilescu, 58 ani, sociolog român (n. 1949)
- 11 septembrie: Joe Zawinul, 75 ani, pianist și compozitor austriac de jazz și jazz fusion (n. 1932)
- 16 septembrie: Robert Jordan, 58 ani, scriitor american (n. 1948)
- 17 septembrie: Petre Popescu, 78 ani, reporter român, prezentator TV (n. 1928)
- 18 septembrie: Josef Vinklář, 76 ani, actor ceh, membru al Teatrului Național (n.  1930)
- 20 septembrie: Kaljo Kiisk, 81 ani, actor, regizor și politician eston (n. 1925)
- 21 septembrie: Alice Ghostley, 84 ani, actriță și cântăreață americană (n. 1923)
- 21 septembrie: Ioan Grosaru, 34 ani, caporal în Armata Română și ofițer de infanterie în Batalionul 32 „Mircea” (cunoscut drept „Scorpionii Galbeni”) (n. 1972)
- 22 septembrie: Karl Hardman, 80 ani, actor american (n. 1927)
- 22 septembrie: Marcel Marceau (n. Marcel Mangel), 84 ani, actor pantomimă francez (n. 1923)
- 24 septembrie: Swami Murugesu, 73 ani, maestru spiritual născut în Sri Lanka (n. 1933)
- 25 septembrie: Nobuo Matsunaga, 85 ani, fotbalist japonez (n. 1921)
- 25 septembrie: Elena Roizen, 62 ani, interpretă română de muzică populară din zona Dobrogei (n. 1945)
- 26 septembrie: Angela Lambert (n. Angela Maria Helps), 67 ani, jurnalistă, critică de artă și scriitoare britanică (n. 1940)
- 26 septembrie: Lajos Letáy, 87 ani, demnitar comunist român de etnie maghiară (n.  1920)
- 27 septembrie: Ion Șuța, 88 ani, general român (n. 1919)
- 28 septembrie: Charles B. Griffith, 77 ani, actor de film, scenarist și regizor american (n.  1930)
- 28 septembrie: Savel Stiopul, 81 ani, actor și regizor român (n. 1926)
- 30 septembrie: Milan Jelić, 51 ani, politician sârb bosniac (n. 1956)
- 30 septembrie: David Ohanesian, 80 ani, bariton român de etnie armeană (n. 1927)

### Octombrie
- 1 octombrie: Marianne Fritz, 58 ani, scriitoare și romancieră austriacă (n. 1948)
- 1 octombrie: Al Oerter, 71 ani, aruncător de disc american (n. 1936)
- 2 octombrie: Elfi von Dassanowsky, 83 ani, cântăreață, pianistă și producătoare de film de origine austriacă (n. 1924)
- 2 octombrie: Prințesa Ecaterina a Greciei și Danemarcei, 94 ani, fiica regelui Constantin I al Greciei (n. 1913)
- 2 octombrie: Giovan Francesco Gonzaga, 86 ani, artist italian (n. 1921)
- 4 octombrie: Antonie Iorgovan, 59 ani, jurist, profesor universitar și senator român (1990-1992 și 2000-2007), (n. 1948)
- 4 octombrie: Hero Lupescu, 80 ani, regizor de operă român de etnie evreiască (n. 1927)
- 5 octombrie: Władysław Kopaliński (n. Jan Sterling), 99 ani, editor polonez de etnie evreiască (n. 1907)
- 6 octombrie: Ioan Ardeleanu, 60 ani, scriitor român (n. 1947)
- 9 octombrie: Fausto Correia, 55 ani, politician portughez (n. 1951)
- 11 octombrie: Sri Chinmoy (Chinmoy Kumar Ghose), 76 ani, poet indian (n. 1931)
- 12 octombrie: Paul Bortnovschi, 85 ani, scenograf, arhitect, designer și profesor român (n. 1922)
- 16 octombrie: Toše Proeski, 26 ani, cântăreț macedonian (n. 1981)
- 17 octombrie: Michael Elliott, 82 ani, chimist britanic (n. 1924)
- 18 octombrie: Nino Rešić, 43 ani, cântăreț iugoslav de turbo-folk, pop-folk, rock și muzică folk (n. 1964)
- 18 octombrie: Olimp Vărășteanu, 78 ani,  regizor, scenarist, animator, ilustrator de carte român (n. 1929)
- 19 octombrie: Jan Wolkers (n. Jan Hendrik Wolkers), 81 ani, scriitor neerlandez (n. 1925)
- 21 octombrie: Ileana Sonnabend, 92 ani, colecționară de artă română (n. 1914)
- 21 octombrie: François Chamoux, 92 ani, arheolog, istoric elenist și filolog francez (n. 1915)
- 22 octombrie: Lucian Eugen Pleșa, 61 ani, deputat român (2000-2004), (n. 1946)
- 22 octombrie: Horia Aramă, 76 ani, eseist român (n. 1930)
- 22 octombrie: Ève Curie, 102 ani, scriitoare franceză (n. 1904)
- 23 octombrie: David Kendall (n. David George Kendall), 89 ani, matematician britanic, membru de onoare al Academiei Române (n. 1918)
- 26 octombrie: Bernard L. Kowalski, 78 ani, regizor și director de imagine american (n. 1929)
- 26 octombrie: Nicolae Dobrin, 60 ani, fotbalist român (n. 1947)
- 26 octombrie: Arthur Kornberg, 89 ani, biochimist american laureat al Premiului Nobel (1959), (n. 1918)
- 29 octombrie: Christian d’Oriola, 79 ani, scrimer francez (n. 1928)
- 29 octombrie: George Ștefănescu-Râmnic, 93 ani, pictor român (n. 1914)

### Noiembrie
- 1 noiembrie: Paul Tibbets (n. Paul Warfield Tibbets, Jr.), 92 ani, general american (n. 1915)
- 2 noiembrie: Don Freeland, 82 ani, pilot american de Formula 1 (n. 1925)
- 3 noiembrie: Aleksandr Dediușko, 45 ani, actor rus (n. 1962)
- 4 noiembrie: Cyprian Ekwensi (n. Cyprian Odiatu Duaka Ekwensi), 86 ani, scriitor nigerian (n. 1921)
- 5 noiembrie: Ion Pavalache, 80 ani, dirijor român (n. 1927)
- 7 noiembrie: Kálmán Csiha, 78 ani, episcop maghiar (n. 1929)
- 9 noiembrie: Luis Herrera Campins (n. Luis Antonio Herrera Campins), 82 ani, președinte al Venezuelei (1979-1984), (n. 1925)
- 9 noiembrie: Giglia Tedesco, 81 ani,  politiciană italiană (n. 1926)
- 10 noiembrie: Silviu Berejan, 80 ani, academician din R. Moldova (n. 1927)
- 10 noiembrie: John Todd, 58 ani, teoretician al conspirației născut în Australia (n. 1950)
- 10 noiembrie: Norman Mailer (n. Norman Kingsley Mailer), 84 ani, scriitor american (n. 1923)
- 11 noiembrie: Aurel Savin, 89 ani, activist român YMCA (n. 1917)
- 12 noiembrie: Ira Levin, 78 ani, romancier, dramaturg și compozitor american (n. 1929)
- 15 noiembrie: Domokos Kosáry, 94 ani, istoric maghiar, membru de onoare al Academiei Române (n. 1913)
- 16 noiembrie: Goderdzi Cioheli, 53 ani, scriitor georgian (n. 1954)
- 18 noiembrie: Sidney Coleman, 70 ani, fizician teoretician american (n. 1937)
- 18 noiembrie: Ellen Preis, 95 ani, scrimeră austriacă (n. 1912)
- 19 noiembrie: Wiera Gran, 91 ani, cântăreață poloneză (n. 1916)
- 19 noiembrie: Magda Szabó, 90 ani, scriitoare maghiară (n. 1917)
- 20 noiembrie: Ian Smith, 88 ani, politician, fermier și pilot de avion din Zimbabwe (n. 1919)
- 21 noiembrie: Dmîtro Monakov, 44 ani, trăgător de tir ce a reprezentat Ucraina, medaliat olimpic (n. 1963)
- 22 noiembrie: Reg Park (n. Roy Park), 79 ani, actor născut în Africa de Sud (n. 1928)
- 22 noiembrie: Ioanichie Bălan, 77 ani, scriitor, duhovnic și arhimandrit român (n. 1930)
- 22 noiembrie: Maurice Béjart (n. Maurice-Jean Berger), 80 ani, dansator și coregraf francez (n. 1927)
- 22 noiembrie: Gheorghe Roman, 58 ani, sportiv român (baschet), (n. 1948)
- 23 noiembrie: Ichiji Otani, 95 ani, fotbalist japonez (atacant), (n. 1912)
- 24 noiembrie: Alexandru Avramovici, 74 ani, compozitor român de jazz (n. 1932)
- 26 noiembrie: Radu Panamarenco, 69 ani, actor român (n. 1938)
- 29 noiembrie: Victor Erlich (n. Victor Ghenrihovici Erlich), 93 ani, istoric literar american de origine rusă (n. 1914)
- 30 noiembrie: Evel Knievel (n. Robert Craig Knievel), 69 ani, cascador american (n. 1938)

### Decembrie

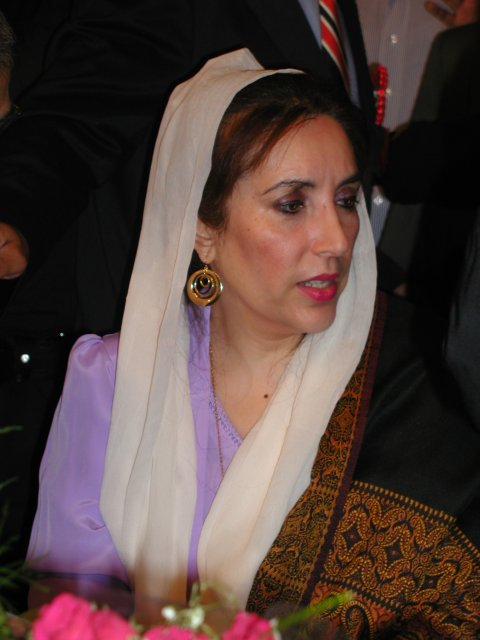
Benazir Bhutto

- decembrie: Hedy Löffler (Hedy Löffler-Weisselberger), 96 ani, fotografă germană născută în România (n.  1911)
- 1 decembrie: Elisabeth Eybers (n. Elisabeth Françoise Eybers), 92 ani, poetă sud-africană (n. 1915)
- 1 decembrie: Ștefan Reiff, 81 ani, parlamentar român de etnie maghiară (1990-1992), (n. 1926)
- 2 decembrie: Ioachim Moga, 81 ani, comunist român (n. 1926)
- 2 decembrie: Eleonora Rossi Drago, 82 ani, actriță italiană (n. 1925)
- 4 decembrie: Zara Dolukhanova, 89 ani, mezzosoprană armeană (n. 1918)
- 4 decembrie: Haralambie Alexa, 77 ani, politician comunist român (n. 1930)
- 5 decembrie: Iosif Dan, 57 ani, politician român (1990-2007), unul dintre liderii manifestațiilor din 21 decembrie 1989 din Piața Universității, București (n. 1950)
- 5 decembrie: Karlheinz Stockhausen, 79 ani, compozitor german (n. 1928)
- 6 decembrie: John Hill, 95 ani, politician britanic (n. 1912)
- 6 decembrie: Marius Tupan, 62 ani, prozator, eseist și dramaturg român (n. 1945)
- 8 decembrie: Ioan Fiscuteanu, 70 ani, actor român (n. 1937)
- 9 decembrie: Henri Debehogne, 78 ani, astronom belgian (n. 1928)
- 10 decembrie: Grigori Klimov (Ralph Werner), 89 ani, scriitor rus (n. 1918)
- 11 decembrie: Arhiducele Karl Ludwig al Austriei (n. Karel Ludvík Maria František Josef Michael Gabriel Antonius Robert Štěpán Pius Řehoř Ignác Markus d´Aviano Rakouský), 89 ani (n. 1918)
- 12 decembrie: Valeriu Bărbuceanu, 66 ani, muzician român (n. 1941)
- 13 decembrie: Philippe Clay, 80 ani,  mim actor și cântăreț francez (n. 1927)
- 13 decembrie: Floyd Westerman, 71 ani, muzician, activist și actor al tribului Sisseton Wahpeton Oyate (n. 1937)
- 14 decembrie: Mihai Pelin, 67 ani, scriitor și publicist român (n. 1940)
- 14 decembrie: Gene FitzGerald, 75 ani, politician irlandez (n. 1932)
- 17 decembrie: Dumitru Giurcă, 74 ani, interpret român de muzică populară din Mărginimea Sibiului (n. 1930)
- 18 decembrie: Iulia Hălăucescu, 83 ani, pictoriță română (n. 1924)
- 22 decembrie: Julien Gracq (n. Louis Poirier), 97 ani, scriitor francez (n. 1910)
- 23 decembrie: Oscar Peterson (n. Oscar Emmanuel Peterson), 82 ani, pianist și compozitor de jazz, canadian (n. 1925)
- 24 decembrie: Ilie Badea Stănescu, 55 ani, conducător al romilor (n. 1952)
- 24 decembrie: Kostake Teleman, 74 ani, matematician român (n. 1933)
- 26 decembrie: Joe Dolan (n. Joseph Francis Robert Dolan), 68 ani, cântăreț irlandez (n. 1939)
- 26 decembrie: István Sándorfi, 59 ani, pictor maghiar (n. 1948)
- 27 decembrie: Benazir Bhutto, 54 ani, al 11-lea prim-ministru al Pakistanului (1988-1990 și 1993-1996), (n. 1953)
- 27 decembrie: Jerzy Kawalerowicz, 85 ani, regizor polonez, scenarist și producător de film (n. 1922)
- 27 decembrie: Jaan Kross, 87 ani, scriitor eston (n. 1920)
- 28 decembrie: Clody Bertola, 94 ani, actriță română de etnie evreiască (n. 1913)
- 31 decembrie: Muhammad Osman Said, 84 ani, om politic libian (n. 1922)

### Nedatate
- aprilie: Petre Diaconu, 82 ani, arheolog român (n. 1924)
- august Gheorghe Ivan, 64 ani, senator român (1990-1992), (n. 1943)
- noiembrie: Ottomar Rodolphe Vlad Dracula Prince Kretzulesco (n. Ottomar Berbig), 66 ani, prinț german (n. 1940)
- Ștefan Achim, 76 ani, sportiv român (haltere), (n. 1930)
- Abdul Hamid al-Bakkoush, 73 ani, politician libian (n. 1933)
- Maria Bobu, 81 ani, politiciană comunistă română (n. 1925)
- Doina Bica, 54 ani, chimistă și cercetătoare română (n. 1952)
- Silvia Cambir, 82 ani, pictoriță română expresionistă, portretistă și ilustrator de carte (n. 1924)
- Michael Elliott, 82 ani, cercetător britanic (n. 1924)
- Alexandru Hoțopan, 70 ani, etnograf, culegător de folclor și scriitor român (n. 1937)
- Ulfat Idilbi, 94 ani, scriitoare siriană (n. 1912)
- Eugene Jarosewich, 81 ani, chimist american (n. 1926)
- Alexandru Leluțiu, 63 ani, profesor universitar român (n. 1943)
- august: Marin Mustață, 53 ani, scrimer olimpic român (n. 1954)
- Teodor Vintilescu, 82 ani, deputat român (1992-1996), (n. 1924)
- Ionel Zeana, 94 ani, scriitor, traducãtor și publicist aromân (n. 1912)
- Naș Leon, 88 ani, evreu comunist român care a activat și în ilegalitate (n. 1919)
- Gheorghe Galbură, 90 ani,  matematician român (n. 1916)
- Aurel Mihale, 84 ani,  scriitor și scenarist român (n. 1922)
- Nicolae Rădulescu-Lemnaru, 99 ani,  scriitor român (n. 1908)
- Dumitru Ciobotaru, 79 ani, boxer român (n. 1927)
- Nicolae N. Patraulea, 90 ani, inginer român (n. 1916)

## Premii Nobel
- Medicină: Mario Capecchi, Oliver Smithies (SUA) și Martin Evans (Regatul Unit)
- Fizică: Albert Fert (Franța) și Peter Grünberg (Germania)
- Chimie: Gerhard Ertl (Germania)
- Economie: Leonid Hurwicz, Eric S. Maskin și Roger B. Myerson (SUA)
- Literatură: Doris Lessing (Regatul Unit)
- Pace: Al Gore (SUA) și Comisia ONU pentru climat (GIEC)